# Halstrup
Halstrup ist ein Ortsteil im Norden von Westerstede, der Kreisstadt des niedersächsischen Landkreises Ammerland.

## Geschichte
Halstrup ist ein für die Region typisches Eschdorf und liegt auf einer Anhöhe, die einst von einem Hochmoor umgeben war, das mit der Zeit von den Halstruper Bauern abgegraben und in Weideland umgewandelt wurde. Durch den Ort führte der als Totenweg bezeichnete Pfad, der das benachbarte Hollwege mit Westerstede verband. Erstmals urkundlich erwähnt wird Halstrup als Halstorpe, aber die Besiedlung dürfte aber wie bei den anderen Eschdörfern im Ammerland und seiner Umgebung, bereits vorher begonnen haben.
Das Oldenburger Contributionenregister verzeichnet 1679 in Halstrup fünf Hausmann-, fünfzehn Köter- und fünf Heuerstellen. Drei der Hausmänner werden bereits im Oldenburger Lagebuch des Drosten Jacob von der Specken von 1428 genannt, die beiden anderen werden erstmals 1581 erwähnt. Die meisten der Köterstellen sind fast genauso alt.

## Söhne und Töchter (Auswahl)
- Otto Thye (1885–1947), Politiker, Landtagsabgeordneter (DVP, NSDAP)